# Dureté de l'eau
Le titre hydrotimétrique (T.H., ou G.H. en allemand pour Gesamthärte), ou dureté de l'eau, est un indicateur de la minéralisation de l’eau en cations divalents alcalino-terreux susceptibles de précipiter sous forme d'incrustations calcaires. Elle est due uniquement aux ions calcium et magnésium.
La dureté s’exprime en ppm (ou mg/L) de carbonate de calcium (CaCO3) ou en degrés français (symbole °f ou °fH) en France et en Suisse (à ne pas confondre avec le symbole °F, degré Fahrenheit). Un degré français correspond à 10 ppm de calcaire représentant 10−4 mol/L de calcium, soit 4 mg/L de Ca2+, ou encore 2,4 mg de magnésium par litre d’eau :
{\displaystyle \mathrm {TH} =10\,\left(\mathrm {[Ca^{2+}]} +\mathrm {[Mg^{2+}]} \right)} avec les concentrations en mmol/L.
| TH (°f) | 0 à 7      | 7 à 15 | 15 à 30     | 30 à 40 | + 40      |
| Eau     | très douce | douce  | plutôt dure | dure    | très dure |

Généralement, on distingue la dureté permanente et la dureté temporaire, la somme des deux étant la dureté totale.
La dureté se détermine par un titrage complexométrique par l’EDTA (voir chélation). On utilise un adoucisseur d'eau pour adoucir l'eau jusqu'à environ cinq degrés français, car les détergents tels que le savon sont moins efficaces dans une eau dure : les ions calcium et magnésium font précipiter les anions carboxylate à longue chaîne présents dans le savon.
Les sels minéraux qui entrent à l'état dissous dans le calcul de la dureté de l'eau sont souvent essentiels à la santé. Lors de leur dissolution dans l'eau, ceux-ci se retrouvent sous la forme de cations et d'anions. À l'état libre, ces derniers sont toutefois difficilement assimilables par les êtres vivants (qui assimilent plus facilement des ions complexés).

## Chimie

### Titre alcalimétrique (TA)
Il permet de connaître les teneurs de l’eau en carbonates et bases fortes présents dans l’eau. Cette analyse se fait en présence de phénolphtaléine qui vire de l’incolore au rose-fuchsia à un pH de 8,2 ou de bleu de thymol qui passe de jaune à bleu pour un pH de 8,0. Le titre alcalimétrique s’exprime en degrés français (°f).
- 1 °f = 3,4 mg/l d'ion hydroxyde OH− = 6,0 mg/l d'ion carbonate CO32−.

### Titre alcalimétrique complet (TAC)
Le TAC (titre alcalimétrique complet) est la grandeur utilisée pour mesurer le taux d’ions hydroxyde, de carbonates et de bicarbonates d’une eau, son unité est le degré français (°f ou °fH).
TAC = [OH−] + [CO32−] + [HCO3−]
- 1 °f = 3,4 mg/l d'ion hydroxyde HO− = 6,0 mg/l d'ion carbonate CO32− = 12,2 mg/L d'ion hydrogénocarbonate HCO3−.

En titrant l’eau à analyser avec un acide, on obtient un premier point d'équivalence qui est le TA (titre alcalimétrique) et qui correspond à pH=8,2 (virage de la phénolphtaléine*, ou encore du bleu de Thymol). À ce stade, on a neutralisé l’ensemble des hydroxydes et des carbonates.
En continuant le dosage, un deuxième point d'équivalence se produit à pH=4,4 (virage de l’hélianthine). On aura alors dosé la totalité des hydroxydes, carbonates et bicarbonates présents initialement.
Il s'agit de faire attention aux unités utilisées dans les équations, qui s'écrivent différemment suivant que l'on utilise des °f ou des mol/L.
- : La phénolphtaléine a été déclarée CMR C2B (carcinogène, mutagène, reprotoxique ; « Catégorie 2B : Lesdits agents, mélanges et circonstances d'exposition sont peut-être cancérogène pour l'homme ») et à ce titre, elle ne doit pas être utilisée sans les précautions qu'imposent la réglementation.

## Aquariophilie
Pour les aquariums à poissons d'eau douce, il est important de maintenir la dureté de l'eau dans une certaine plage de valeurs. Cela implique de renouveler chaque semaine une partie de l'eau, l'eau rajoutée devant évidemment être d'une dureté bien précise.
Une dureté de 14 à 25 °f convient pour une grande majorité des poissons d'eau douce d'aquarium.
En aquariophilie d'eau douce, on peut ajuster la dureté de l'eau, TH, en mélangeant l'eau du robinet à de l'eau osmosée. Le TH de l'eau osmosée est voisin de 0 °f. Il est possible de produire cette eau à l'aide d'un appareil (osmoseur) ou de l'acheter en magasin spécialisé en animalerie.
Pour calculer la quantité d'eau osmosée nécessaire pour un TH choisi :
volume d'eau osmosée (en litres) = volume aquarium (en litres) × (THeau robinet - THchoisi)/ (THeau robinet - THeau osmosée).
La dureté totale ou TH (titre hydrotimétrique) se mesure à l'aide de tests. La dureté est parfois mesurée en degrés allemands ou GH (Gesamthärte) ou dH (deutsche Härte). Pour convertir les unités allemandes (GH) en unités françaises TH, on utilise l'échelle : TH = 1,78 × 1 °GH.
La dureté conseillée pour les poissons rouges, poissons d'aquarium les plus populaires, figure ici.

## Unités de mesure
Mesurant des ions différents (calcium, de masse molaire 40 g/mol et magnésium, de masse molaire 24 g/mol), le TH ne peut s'exprimer avec l'unité habituellement utilisée en hydrologie, à savoir le milligramme par litre (mg/L) ou l'un de ses multiples. En revanche, il pourrait être exprimé dans l'unité internationale, la mole par kilogramme (mol/kg). Il est toutefois plus habituel d'utiliser le milliéquivalent par litre (meq/L) ou :
- le degré français (°f ou °fH) — à ne pas confondre avec le degré Fahrenheit (°F) —, correspond à une concentration de dix milligrammes de carbonate de calcium (CaCO3) (0,1 mmol/L) par litre d'eau (c'est-à-dire la concentration en calcaire) ;
- le degré allemand (°GH, pour Gesamthärte) équivaut à dix milligrammes d'oxyde de calcium (CaO) par litre ;
- le degré américain (°TH, pour total hardness) équivaut à dix milligrammes d'hydroxyde de calcium (Ca(OH)2) par litre.

| Valeurs à convertir                      | Masse moléculaire | °GH   | °TH   | °fH   | mg/L CaCO3 | meq/L | mmol/L |
| ---------------------------------------- | ----------------- | ----- | ----- | ----- | ---------- | ----- | ------ |
| Degré français (°fH) CaCO3               | 100               | 0,560 | 0,740 | 1     | 10         | 0,2   | 0,1    |
| Degré allemand (°GH) CaO                 | 56                | 1     | 1,321 | 1,786 | 17,8       | 0,357 | 0,178  |
| Degré américain (TH) Ca(OH)2             | 74                | 0,757 | 1     | 1,351 | 14,3       | 0,285 | 0,142  |
| mg/L CaCO3 (États-Unis)                  | 1 mg/L =          | 0,056 | 0,07  | 0,1   | 1          | 0,02  | 0,01   |
| meq/L d'ions de métaux alcalino-terreux  | 1 meq/L =         | 2,8   | 3,51  | 5     | 50         | 1     | 0,50   |
| mmol/L d'ions de métaux alcalino-terreux | 1 mmol/L =        | 5,6   | 7,02  | 10,00 | 100,0      | 2,00  | 1      |

- Les Américains utilisent également l'unité « grain per gallon » (gpg), équivalant à un grain (64,8 mg) de carbonate de calcium par gallon américain (environ 3,79 L), ou 17,1 ppm.

## Méthodes de mesures
Le titre hydrotimétrique est mesuré par complexométrie, un puissant chélatant — l'EDTA, que l'on retrouve parfois dans les lessives — formant des complexes avec les cations métalliques. Dans la pratique, tous les métaux divalents, par exemple les ions ferreux (Fe2+), sont susceptibles d'être dosés — ce sont donc des interférants — mais on considère que leur concentration est négligeable par rapport à celles du calcium et du magnésium. On peut également calculer le TH en additionnant les concentrations de calcium et de magnésium mesurées par d'autres méthodes, par exemple la spectrométrie d'absorption atomique ou la chromatographie ionique.

## Indices
Différents indices sont utilisés pour décrire le comportement du carbonate de calcium dans l'eau, l'huile ou les mélanges gazeux.

### Indice de saturation de Langelier (LSI)
L'indice de saturation de Langelier est un nombre sans dimension permettant de déterminer la stabilité du carbonate de calcium dans l'eau. Il indique si l'eau va précipiter, dissoudre ou être en équilibre avec le carbonate de calcium. En 1936, Wilfred F. Langelier a développé une méthode pour prédire le pH auquel l'eau est saturée en carbonate de calcium (pHs). Il se calcule en faisant la différence entre le pH de l'eau et le pH de saturation (pHs). Le LSI est exprimé par la différence entre le pH actuel de l'eau et le pH de saturation :
LSI = pHmesuré - pHs.
- Lorsque le LSI > 0, l'eau est sursaturée et tend à précipiter et former des dépôts de CaCO3.
- Lorsque le LSI = 0, l'eau est saturée (en équilibre) en CaCO3. Des dépôts de CaCO3 ne sont ni déposés ni dissous.
- Lorsque le LSI < 0, l'eau est sous saturée et tend à dissoudre le CaCO3 solide.

## Interprétation

### Dureté nulle
Le titre hydrotimétrique d'une eau dépourvue de calcium et de magnésium (par exemple de l'eau distillée ou de la lessive de soude) est nul.

### Eaux naturelles
Le titre hydrotimétrique (TH) des eaux naturelles augmente souvent avec l'éloignement de la source, l'eau se chargeant en sels minéraux. Les eaux naturelles continentales étant généralement calcaires (bicarbonatées calciques), la valeur de leur TH est voisine de celle de leur titre alcalimétrique complet (TAC).

### Eau de mer
L'eau de mer a un titre hydrotimétrique d'environ 750 degrés français.

## Effets

### Santé humaine
Consommer une eau dure est sans conséquence néfaste sur la santé humaine. Le calcium et le magnésium sont des constituants majeurs de notre organisme et l'être humain en a besoin. Une eau demeure potable quel que soit son TH.
Il existe des exceptions à ces règles générales, expliquées par les caractéristiques chimiques de certains minéraux. Une eau très calcaire peut ne pas être tolérée par certaines personnes qui n'y sont pas habituées ou celles qui ont des problèmes rénaux.
Consommer une eau adoucie par des sels de sodium est possible car elle reste potable ; mais il faut tenir compte de sa teneur plus importante en sodium qui peut être déconseillée aux personnes sujettes à l'hypertension, et penser à consommer suffisamment de calcium et de magnésium dans l'alimentation quotidienne (pour remplacer le Ca et le Mg qui ne seront plus apportés par l'eau de boisson).
L'eau trop dure est parfois considérée comme étant irritante pour la peau, notamment pour les peaux sensibles, et provoque un durcissement des cheveux (effet mécanique). Certaines personnes seraient intolérantes au calcaire, et présenteraient des rougeurs, des démangeaisons ou des tiraillements de la peau après un contact direct avec de l'eau très dure. Ces affirmations sont cependant peu documentées par des études scientifiques et relèvent souvent d'allégations issues des professionnels du traitement de l'eau. Les effets cutanés d'une eau calcaire seraient indirects (dosage plus important de savons, voir ci-dessous).

### Autres problèmes: tartre, lessive
Une eau dure présente des inconvénients d'ordre domestique en raison de la précipitation du calcaire (carbonate de calcium). On peut éviter la formation de tartre en éliminant le calcium par adoucissement de l'eau ou osmose inverse.
En outre, le calcaire diminue l'efficacité des détergents. Les doses conseillées sur le mode d'emploi des lessives sont valables pour une eau moyennement dure (environ quinze degrés français) et doivent être augmentées (ou diminuées) si on utilise une eau dure (ou plus douce).